# Драгана Антонович
Драгана Антонович (на сръбски: Драгана Антоновић) е сръбска археоложка, специализирала в праисторията и палеометалургията на Балканите. В периода 2011 – 2015 г. е председател на Сръбското археоложко дружество.

## Биография
Драгана Антонович е родена на 16 септември 1960 г. в Белград, Социалистическа република Сърбия, СФРЮ. През 1990 г. завършва археология във Философския факултет на Белградския университет. От 1998 г. е доктор по археология.